# Hermippus affinis
Hermippus affinis är en spindelart som beskrevs av Embrik Strand 1906. Hermippus affinis ingår i släktet Hermippus och familjen Zodariidae. Inga underarter finns listade i Catalogue of Life.